# Chaperone molecolare
Gli chaperone molecolari sono una classe funzionale di famiglie proteiche, la cui funzione predominante è la prevenzione di associazioni non corrette e aggregazione di catene polipeptidiche non ripiegate, sia in condizioni fisiologiche che in condizioni di stress.
Uno dei primi studi sulle condizioni di stress cellulare è stato condotto agli inizi degli anni sessanta esponendo ghiandole salivari di Drosophila melanogaster a temperature leggermente al di sopra di quelle ottimali per la crescita e lo sviluppo del moscerino e notando la formazione di rigonfiamenti localizzati dei cromosomi politenici. Tale evidenza suggeriva uno specifico cambio di espressione genica, con la trascrizione di geni codificanti per particolari proteine, definite “heat shock protein”.

## Gli chaperone molecolari e il ripiegamento proteico
Gli chaperone molecolari comprendono diverse famiglie di proteine altamente conservate; molti di questi sono anche heat shock protein. Il loro ruolo è legato al mantenimento della struttura delle proteine secondo quattro aspetti principali:
a) assicurano il raggiungimento e il mantenimento del corretto stato conformazionale delle catene polipeptidiche appena sintetizzate;
b) dirigono l'assemblaggio di complessi multienzimatici;
c) partecipano al mantenimento o alla creazione di uno stato di parziale denaturazione delle proteine, favorendone così il trasporto attraverso le membrane dei mitocondri o dei plastidi;
d) stabilizzano le proteine danneggiate formatesi a seguito di stress chimici o fisici facilitandone la rinaturazione e/o la degradazione.
Tutti i compartimenti cellulari delle cellule eucariotiche (nucleo, citosol, reticolo endoplasmatico, mitocondri e cloroplasti) hanno il proprio set di chaperone che assicura un corretto ripiegamento delle proteine.

## Classificazione delle heat shock protein
Sono state classificate in sei famiglie, essenzialmente sulla base del peso molecolare: hsp100 (100-110 kDa), hsp90 (83-90 kDa), hsp70 (66-78 kDa), hsp60, hsp40 e le small hsp (15-30 kDa).
Esse si trovano in diversi compartimenti cellulari dove sono deputate a svolgere specifiche funzioni.

### HSP100
I membri della famiglia delle Hsp100 sono proteine altamente conservate, scoperte per la prima volta nei batteri come sistema proteasico a due subunità detto Clp. La subunità più grande detta ClpA ha attività di unfolding ATP-dipendente e proteine correlate ad essa sono state rilevate sia nei batteri che negli eucarioti, dove svolgono attività antiaggregante; la subunità più piccola ClpP è una proteasi ed è stata invece trovata solo nei batteri, associata a ClpA. La funzione principale delle Hsp100 è quella di promuovere la rimozione di aggregati proteici formatisi in condizioni di stress in una modalità ATP-dipendente: la ClpA favorisce il defolding dell'aggregato che può andare incontro ad un processo di refolding o essere idrolizzato dalla subunità ClpP.

### HSP90
Sono proteine dimeriche con un sito di dimerizzazione localizzato nella regione C-terminale. Nella regione N-terminale contengono invece un sito di legame per l'ATP. La rottura delle Hsp90 in un dominio N-terminale e in uno C-terminale rivela che entrambi i frammenti possono sopprimere l'aggregazione. Questi risultati suggeriscono che le Hsp90 contengono due siti chaperone, che contribuiscono indipendentemente alla attività di chaperone molecolare. I due siti, inoltre, mostrano specificità diversa per il substrato e dipendenza o meno dall'ATP. Il sito N-terminale interagisce con proteine e peptidi non ripiegati, in modo ATP-dipendente, mentre il sito C-terminale sembra agire come uno chaperone generale, in modo ATP-indipendente.
Le Hsp90 sembrano essere coinvolte nella trasduzione del segnale, date le loro interazioni con i recettori degli ormoni steroidei e con varie chinasi del ciclo cellulare.

### HSP70
Le proteine Hsp70 si ritrovano in tutte le specie e la loro funzione è quella di favorire l'assemblaggio di complessi multimerici proteici e, come chaperones molecolari, di facilitare il folding intracellulare delle proteine.
Queste sono costituite da due domini funzionali; un dominio carbossiterminale (circa 28 kDa) contenente il sito di legame per il polipeptide ed un dominio amminoterminale (circa 44 kDa) contenente il sito di legame per ADP/ATP e che ha attività ATPasica. Funzionano come monomeri o come dimeri, riconoscendo porzioni di 7-8 residui amminoacidici.
DnaK di E.coli è un membro stress-inducibile della famiglia Hsp70. Esso coopera con DnaJ (una Hsp40) e GrpE nel formare un sistema chaperone ATP-dipendente coinvolto nei processi cellulari.

### HSP60
Molte Hsp60 appartengono alla famiglia delle chaperonine, complessi proteici oligomerici costituiti da due anelli sovrapposti di 7-9 subunità, che formano una cavità centrale in cui vengono accolte proteine in uno stato non nativo. Il sistema GroEL presente nei batteri è un esempio di Hsp60.
Esso è costituito da 14 subunità identiche che si articolano tra loro a costituire una complessa struttura quaternaria formata da due anelli eptamerici sovrapposti. Ciascun anello presenta una cavità interna di 50 Å di diametro che ospiterà la proteina parzialmente denaturata. GroEL richiede per la sua attività di chaperone anche il legame e l'idrolisi dell'ATP. Nella sua azione, GroEL è aiutato da un cochaperone, GroES. Il legame del cochaperone, in presenza di ATP, causa un cambiamento conformazionale nel dominio apicale; in conseguenza la proteina substrato è rimossa dai siti di legame ed è rilasciata all'interno della cavità, la quale, a seguito del legame del nucleotide adenilico e di GroES, aumenta di dimensione e passa da una natura relativamente idrofobica ad una polare. GroES inoltre promuove l'idrolisi dell'ATP.
Il corretto ripiegamento della proteina substrato richiede la sua chiusura entro la camera costituita dal complesso GroEL-GroES-ADP entro cui rimane per circa quindici secondi; al termine di questo ciclo l'ATP si lega al secondo anello di GroEL con la conseguente dissociazione del complesso GroEL-ADP-GroES. Il rilascio del cochaperone determina un nuovo cambiamento di conformazione con conseguente rilascio della proteina substrato. Se il polipeptide ha raggiunta la corretta conformazione nativa sarà definitivamente rilasciato, altrimenti può legarsi nuovamente a GroEL iniziando un nuovo ciclo di folding.

### HSP40
Le Hsp40, come le Hsp60, sono coinvolte in processi di stabilizzazione e di corretto ripiegamento delle proteine nascenti. La più studiata e caratterizzata è DnaJ di E.coli che, come già citato, agisce come cochaperone con DnaK (Hsp70)

### Small HSP/α-cristalline
Tutti i membri di questa famiglia hanno subunità minori di 35 kDa e sono caratterizzate dalla presenza di una sequenza omologa di circa 80 residui, denominata “crystallin domain”. Molto poco si conosce a proposito della struttura secondaria e terziaria delle shsp. Al microscopio elettronico le α-cristalline appaiono come particelle globulari di 14-18 nm, mentre da altri dati sembra che siano costituite per il 40-50% da β-sheet e per il 5-10% da α-eliche.
Le α-cristalline hanno una massa molecolare di 600-900 kDa e sono proteine multimeriche, costituite da due subunità, αA e αB, membri della famiglia delle small Hsp (shsp), che come gli altri membri della famiglia prevengono dall'aggregazione le proteine denaturate.
Le α-cristalline sono abbondantemente presenti nella lente dei mammiferi (35%) con un rapporto αA e αB di 3:1. Le αA si ritrovano principalmente nella lente con tracce negli altri tessuti, mentre le αB sono presenti più ubiquitariamente. Il bersaglio fisiologico delle α-cristalline nella lente sembrano essere le altre classi di cristalline (γ e β) e alcuni enzimi “housekeeping”, ma in ogni modo l'azione di chaperone delle α-cristalline è stata valutata e risultata valida su un'ampia varietà di proteine strutturali e di enzimi sottoposti a stress di vario genere (termico, UV, urea, etc), come glutatione S-transferasi, alcool deidrogenasi, aldolasi, citrato sintetasi, aldoso reduttasi, etc; anche se il meccanismo molecolare di interazione tra le α-cristalline e i substrati rimane in gran parte sconosciuto. 
Nello studio dell'azione di chaperone delle α-cristalline particolare interesse ha assunto la definizione dello stato conformazionale delle proteine substrato durante la loro interazione con le α-cristalline. Sembra che le α-cristalline interagiscano con il substrato nello stato di “molten globule”: questo stato ha una struttura compatta come quella nativa, con regioni idrofobiche accessibili al solvente, tuttavia essa, pur mantenendo quasi interamente la struttura secondaria, ha perso quasi del tutto quella terziaria.
In questa via le α-cristalline sono in grado di formare complessi ad alto peso molecolare solo con proteine in una forma MG instabile, che si trovano sulla via dell'aggregazione e della precipitazione, probabilmente perché, rispetto agli altri intermedi, hanno una percentuale maggiore di superfici idrofobiche esposte.
Gli effetti della fosforilazione sull'attività chaperone delle α-cristalline non sono stati del tutto chiariti. Sia le αA che le αB, possono essere parzialmente fosforilate su specifici residui in vivo. La fosforilazione di specifici residui di Ser sembra avvenire mediante protein chinasi cAMP-dipendenti. In un lavoro recente in cui viene utilizzata la mutagenesi sito diretta per mimare la fosforilazione. gli autori dimostrano che l'attività di chaperone di queste α-cristalline mutate è significativamente ridotta.
Mediante l'utilizzo della mutagenesi sito diretta in parecchi studi è stato visto che le α-cristalline sono generalmente stabili e possono tollerare molte sostituzioni amminoacidiche nella loro struttura primaria. Numerose mutazioni, sia nella subunità αA che nella αB, che portano alla cataratta nell'uomo sono state identificate ed è risultato evidente che tutte hanno un effetto drammatico sulla funzione di chaperone delle α-cristalline.

### Chaperonopatie
Si ritiene che alcune patologie come la Sindrome di Williams e la Sindrome di Charcot-Marie-Tooth abbiamo un fondamento genetico nella mutazione di alcune proteine ed in particolare proprio di una chaperonina, la HSP27.